# Sub Dub Micromachine
Sub Dub Micromachine (так же SDMM) — немецкое метал и Neue Deutsche Härte трио из Берлина. Группа получила наибольшую известность благодаря своей песне «Fly», вышедшей на их втором альбоме Auferstanden! Группа отличается  костюмами и великолепными живыми выступлениями. Наибольшую популярность группа заслужила на родине, в Германии, но стремительно завоёвывает аудиторию и за рубежом.

## История
Группа образовалась в 1997 году после того, как вокалист покинул Halmakenreuther. С 2000 года оставшиеся участники — Kirk de Burgh (Knorkator), H-Beta (B.Crown) и Marcello Goldhofer (Die Skeptiker) — играют вместе под названием Sub Dub Micromachine. В 2002 они выпустили дебютный альбом Rabautz! Музыка группы получила известность после попадания в ротацию интернет-радиостанций ChroniX Aggression и Pure Metal. В 2008 году вышел второй альбом группы - Auferstanden! В 2016 году группа выпустила сингл «Burning Fears» и третий студийный альбом Settle 4 Force.

## Стиль группы
Сценическое шоу выражено примечательными «CyberWarrior»-выступлениями: чёрная мотоэкипировка, маски, лазеры, сопровождаемые постапокалиптическим материалом из фильмов. Между тем выступления группы поддерживаются гитаристом Toni Ka из Declamatory.

## Дискография
- 2000 - Chronix Agression (демо)
- 2005 - Rabautz! (студийный альбом)
- 2006 - MusicPlayer DVD (лимитированное издание, 250 копий)
- 2007 - Promo 2007
- 2008 - Auferstanden! (студийный альбом)
- 2016 - Burning Fears (сингл)
- 2016 - Settle For Force (студийный альбом)

## Состав
- Kirk DeBurgh (J. Kirk Thiele) — гитара, вокал
- H-Beta (Frank Habetha) — бас-гитара
- Marcello Goldhofer (Marcel Hofer) — ударные